# Guayuriba
Guayuriba is een kevergeslacht uit de familie van de boktorren (Cerambycidae). De wetenschappelijke naam van het geslacht werd voor het eerst geldig gepubliceerd in 1970 door Lane.

## Soorten
Guayuriba is monotypisch en omvat slechts de volgende soort:
- Guayuriba dilaticeps (Bates, 1881)